# Herb gminy Wiązowna
Herb gminy Wiązowna – symbol gminy Wiązowna, autorstwa Lecha Żurkowskiego, ustanowiony w 1990.

## Wygląd i symbolika
Herb przedstawia na tarczy w polu pomarańczowym zielony liść wiązu z zarysem biegu rzeki Mienia w kolorze jasnogranatowym. Nad liściem widnieje żółte półkole symbolizujące zarys słońca a wokół niego półkolisty napis gmina Wiązowna.
Z uwagi na to, że symbol gminy nie spełnia podstawowych zasad heraldyki oraz nie został zatwierdzony przez Komisję Herladyczną, w oficjalnych publikacjach gminy nie jest często opisywany jako herb, tylko logo bądź „ znak graficzny gminy”.